# Ковальчук Федір
Ковальчук Федір (псевдо: «Богун»; 1923 с. Вікторів, Галицький район, Івано-Франківська область — 8 березня 1946, там же) — командир сотні УПА «Залізні». 

## Життєпис
Народився в селі Вікторів, Галицький район, Івано-Франківська область. 
Підхорунжий Війська Польського. Закінчив ветеринарні студії у Празі. 
З квітня 1941 до грудня 1942 — вояк ДУН і 201-го батальйону шуцманшафту. В 1943 р. в УНС, бунчужний відділу «Сіроманці», інструктор і командир чоти у вишкільному таборі «Чорні чорти». В 1944 р. — командир чоти сотні «Залізні» ТВ-22 «Чорний ліс», а з травня 1945 — командир цієї сотні. 
Загинув у рідному селі. Старший булавний УПА. 